# دیوار صوتی (موسیقی)

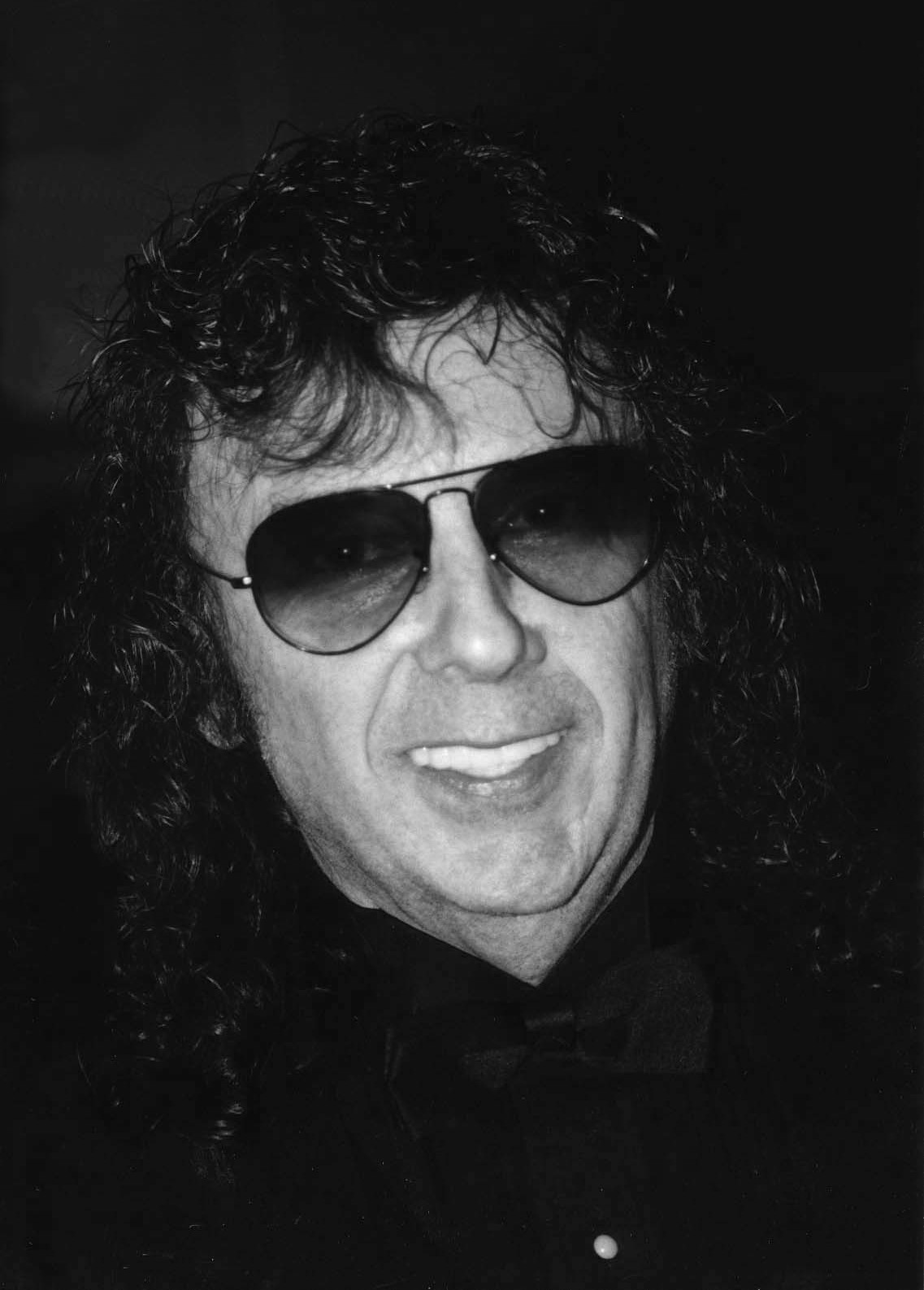
فیل اسپکتور در سال ۲۰۰۰ میلادی.

دیوار صوت که همچنین تحت عنوان صوت اسپکتور نیز شناخته می‌شود، یک اصطلاح برای اشاره به فرمولی در آهنگسازی است که توسط تهیه‌کننده معروف آمریکایی فیل اسپکتور در استودیو گلد استار در دهه ۱۹۶۰ (میلادی) ابداع شده‌است. هدف از ابداع فرمول دیوار صوت بهره‌گیری از تکنولوژی ضبط مولتی‌ترک به منظور شکل‌دهی به اتمسفری متراکم و ارکسترال از صدای خواننده (یا خوانندگان) است. در ابتدای ابداع این روش، هدف استفاده از آن دستیابی به تراکمی کافی از صدای خواننده به منظور ارتقاء کیفیت صوتی موسیقی جهت پخش از رادیو و جوک‌باکس بود. فیل اسپکتور در سال ۱۹۶۴ ابداع خود را چنین توصیف نموده بود: «من به دنبال صدایی قدرتمند بودم. صدایی آنقدر قدرتمند که حتی اگر ماده خام آن بهترین نبود، کیفیت صوتی آن موجب رضایت شنونده شود. دیوار صوت موردی از تقویت صدا محسوب می‌شود. ترکیبی از اصوات که مانند تکه‌های یک پازل یکدیگر را تکمیل می‌کنند.»
در نقدهای مختصرنویسی، تکنیک دیوار صوت اشتباهاً در «افزایش حجم صدا تا میزان حداکثری آن» خلاصه شده‌است. دستیار اسپکتور، لری لوین یادآور می‌شود که چطور «دیگر مهندسین صدا» به اشتباه «فرایند شکل دهی به دیوار صوت را در بالا بردن فیدرها جهت دستیابی به بالاترین تراکم صوتی تعریف می‌کردند، در حالیکه این عمل تنها موجب افزایش دیستورشن در صدا می‌شد». تنظیم موسیقی دیوار صوت اغلب شامل اجرای گروهی (گاه شامل سازهایی غیر متعارف برای اجرای گروهی همچون گیتار الکتریک و آکوستیک) می‌شد که در آن چند ساز مختلف با اجرای یک قطعهٔ یکسان صدای تولید شده را متراکم‌تر می‌کردند. به عنوان مثال، اسپکتور اجرای یک پیانوی آکوستیک، یک پیانوی الکتریک و یک هارپسیکورد از یک قطعهٔ یکسان را روی‌هم می‌انداخت. صدای این سه ساز پس از صداآمیزی از یکدیگر قابل تفکیک نبود و به عنصری واحد برای شنونده تبدیل می‌شد. افزون بر این، اسپکتور در تنظیمات خود اغلب خطوطی از سازهای ارکسترال (از قبیل سازهای زهی، سازهای بادی چوبی، سازهای بادی برنجی و سازهای کوبه‌ای) که تا پیش از این در موسیقی پاپ جایگاهی نداشت را به کار می‌برد و ریورب (بازتابش صدا) از طریق اتاق پژواک به منظور شکل‌دهی به بافتی پیچیده‌تر از اصوات به برخی از خطوط اضافه می‌شد. اسپکتور روش خود در تنظیم موسیقی را رویکردی واگنری در راک‌اندرول توصیف می‌کرد، «سمفونی‌های کوچک برای کودکان».
پیچیدگی‌های موجود در این تکنیک، به عنوان بخشی از تهیه کنندگی موسیقی پاپ بی‌نظیر بود. به گفته خواننده اصلی گروه بیچ بویز، برایان ویلسون، که از این تکنیک در بسیاری از آثار خود استفاده کرده بود: «در موسیقی دههٔ ۴۰ و ۵۰ میلادی، تنظیم آثار موسیقی به گونه‌ای بود که سازهای موسیقی به خوبی قابل تفکیک و شناسایی بود و کمتر از خطوط ارکسترال استفاده می‌شد؛ ولی با ظهور فیل اسپکتور، ما به معجزهٔ ترکیب صدا دست یافتیم، که از نگاهی علمی یکی از ابعاد درخشان در تهیه کنندگی موسیقی است.» گیتاریست آمریکایی، بارنی کسل جلسات ضبط موسیقی با اسپکتور را "بسیار ساده" توصیف می‌کند و می‌گوید "او به گونه‌ای میکروفن‌گذاری و ضبط را انجام می‌داد که تشخیص صدای هیچیک از سازها به خودی خود ممکن نبود. تکنیک‌هایی چون دیفیوژن، دیسترشن و اکو مباحث جدیدی در زمان اسپکتور محسوب نمی‌شد، اما وی از این ابزارها به گونه‌ای بهره می‌برد که تا پیش از این مشاهده نشده بود. به نظر من رویکرد او بسیار مبتکرانه بود."

## فرایند

### لایه‌بندی
فرایند شکل‌دهی به دیوار صوت اسپکتور تقریباً در تمام آثار او از مراحل مشابهی تشکیل شده بود. اسپکتور در ابتدا با آماده‌سازی و تمرین خوانندگان یا نوازندگان کار خود را آغاز می‌نمود. این تمرین تا ساعت‌ها به طول می‌انجامید. «بکینگ ترک» اثر به صورت زنده و مونو، اجرا و ضبط می‌شد. در تنظیم‌های اسپکتور، هرکدام از سازها در حقیقت ترکیبی از چندین ساز مختلف بود که همگی یک قطعه را می‌نواختند. خواننده و آهنگساز آمریکایی «جف بری» دیوار صوت را اینگونه توصیف کرده‌است: «یک تنظیم فرموله، با حضور چهار یا پنج گیتار، دو گیتار بیس، شش یا هفت ساز بادی و ترکیبی از سازهای کوبه‌ای تنها بخشی از ادوات ضبط در فرایند آهنگسازی اسپکتور بود».

### اکو
در فرایند ضبط دیوار صوت، میکروفن‌های موجود در استودیو اجرای موزیسین را ضبط می‌نمود. این اصوات ضبط شده پس از آن، به یک اتاق پژواک انتقال می‌یافت (اتاق زیرزمینی که با بلندگو و میکروفن پر شده بود)، جایی که سیگنال ارسالی از استودیو توسط بلندگوهای موجود در اتاق پژواک پخش شده و پس از انعکاس در فضا و شکل‌گیری ریورب، مجدداً توسط چند میکروفن ضبط شده و به اتاق کنترل ارسال می‌شد. این سیستم ریوربراسیون طبیقی صدا که از طریق برخورد امواج صوتی به دیوارهای سخت اتاق پژواک شکل می‌گرفت، عنصر اصلی تمایز متد تنظیم اسپکتور بود که به آثار او صدایی غنی و پیچیده می‌بخشید. همین امر موجب می‌شد که طنین آهنگ‌های اسپکتور از سیستم‌های رادیویی دارای تمایزی چشمگیر با دیگر آثار موجود در دوران خود باشد.

### نشتی صدا
عنصر نشتی صدا برای اولین بار در یکی از جلسات میکس اسپکتور کشف شد. وقتی که او تصمیم به بستن صدای گیتار الکتریک از کنسول میکس گرفت، متوجه شد که صدای گیتار کماکان به میزان بسیار اندکی شنیده می‌شود. همین امر موجب ابداع رویکرد جدیدی برای افزودن اصوات آمبیانس به اتمسفر آثار شد.

### مونو
برخلاف اوج‌گیری جریان ضبط و انتشار موسیقی استریو، اسپکتور به شدت مخالف این جریان بود و ادعا می‌کرد که انتشارات استریو ، کنترل اصوات موسیقی را از تولیدکننده گرفته و در اختیار شنونده قرار می‌دهد. چرا که کیفیت استریو، ترکیب بندی دیوار صوت را از بین برده و کیفیت دریافت آن را وابسته به کیفیت صوتی و جایگذاری بلندگوهای شنونده می‌نماید.